# Ag2r La Mondiale/Saison 2017
Diese Liste beschreibt die Mannschaft und die Erfolge des Radsportteams ag2r La Mondiale in der Saison 2017.

## Erfolge in der UCI WorldTour
In der Saison 2017 gelangen dem Team nachstehende Erfolge in der UCI WorldTour.
| Datum    | Rennen                    | Sieger             |
| -------- | ------------------------- | ------------------ |
| 15. Juni | 6. Etappe Tour de Suisse  | Domenico Pozzovivo |
| 13. Juli | 12. Etappe Tour de France | Romain Bardet      |

## Erfolge in der UCI Europe Tour
In der Saison 2017 gelangen dem Team nachstehende Erfolge in der UCI Europe Tour.
| Datum          | Rennen                          | Kat. | Sieger            |
| -------------- | ------------------------------- | ---- | ----------------- |
| 18. Februar    | 1. Etappe Tour du Haut-Var      | 2.1  | Samuel Dumoulin   |
| 22. Februar    | 2. Etappe Tour La Provence      | 2.1  | Alexandre Geniez  |
| 20. April      | 4. Etappe Tour of the Alps      | 2.HC | Matteo Montaguti  |
| 27. Mai        | Grand Prix de Plumelec-Morbihan | 1.1  | Alexis Vuillermoz |
| 30. Juli       | Polynormande                    | 1.1  | Alexis Gougeard   |
| 12. August     | 4. Etappe Tour de l’Ain         | 2.1  | Alexandre Geniez  |
| 16. August     | 2. Etappe Tour du Limousin      | 2.1  | Alexis Vuillermoz |
| 17. August     | 3. Etappe Tour du Limousin      | 2.1  | Cyril Gautier     |
| 15.–18. August | Gesamtwertung Tour du Limousin  | 2.1  | Alexis Vuillermoz |
| 17. September  | Grand Prix d’Isbergues          | 1.1  | Benoit Cosnefroy  |
| 3. Oktober     | Tre Valli Varesine              | 1.HC | Alexandre Geniez  |
| 5. Oktober     | Paris–Bourges                   | 1.1  | Rudy Barbier      |

## Erfolge in der Nationale Straßen-Radsportmeister
In den Rennen der Nationalen Straßen-Radsportmeister 2017 gelangen dem Team nachstehende Erfolge.
| Datum    | Rennen                                        | Sieger        |
| -------- | --------------------------------------------- | ------------- |
| 22. Juni | Französische Meisterschaft – Einzelzeitfahren | Pierre Latour |
| 25. Juni | Belgische Meisterschaft – Straßenrennen       | Oliver Naesen |

## Zugänge – Abgänge
| Zugänge            | Team 2016                            | Abgänge                | Team 2017                  |
| ------------------ | ------------------------------------ | ---------------------- | -------------------------- |
| Rudy Barbier       | Roubaix Métropole européene de Lille | Guillaume Bonnafond    | Cofidis, Solutions Crédits |
| Clément Chevrier   | IAM Cycling                          | Maxime Daniel          | Fortuneo-Vital Concept     |
| Julien Duval       | Armée de terre                       | Damien Gaudin          | Armée de terre             |
| Sondre Holst Enger | IAM Cycling                          | Patrick Gretsch        | Karriereende               |
| Mathias Frank      | IAM Cycling                          | Blel Kadri             | ???                        |
| Alexandre Geniez   | FDJ                                  | Sébastien Minard       | ???                        |
| Oliver Naesen      | IAM Cycling                          | Jean-Christophe Péraud | Karriereende               |
| Nans Peters        | Chambéry CF                          | Jesse Sergent          | Karriereende               |
| Stijn Vandenbergh  | Etixx-Quick Step                     | Sébastien Turgot       | US Saint-Herblain          |
|                    |                                      | Johan Vansummeren      | Karriereende               |

## Mannschaft
| Teamkader 2017                                             | Teamkader 2017     | Teamkader 2017 | Teamkader 2017                               |
| Name                                                       | Geburtsdatum       | Land           | Vorheriges Team                              |
| ---------------------------------------------------------- | ------------------ | -------------- | -------------------------------------------- |
| Gediminas Bagdonas                                         | 26. Dezember 1985  | Litauen        | An Post-Sean Kelly (2012)                    |
| Jan Bakelants                                              | 14. Februar 1986   | Belgien        | Omega Pharma-Quick Step (2014)               |
| Rudy Barbier                                               | 18. Dezember 1992  | Frankreich     | Roubaix Métropole européenne de Lille (2016) |
| Romain Bardet                                              | 9. November 1990   | Frankreich     | Chambéry CF (2011)                           |
| Julien Bérard                                              | 27. Juli 1987      | Frankreich     | Chambéry CF (2009)                           |
| François Bidard                                            | 19. März 1992      | Frankreich     | Chambéry CF (2015)                           |
| Mikaël Chérel                                              | 17. März 1986      | Frankreich     | FDJ (2010)                                   |
| Clément Chevrier                                           | 29. Juni 1992      | Frankreich     | IAM Cycling (2016)                           |
| Nico Denz                                                  | 15. Februar 1994   | Deutschland    | Chambéry CF (2015)                           |
| Axel Domont                                                | 7. August 1990     | Frankreich     | Chambéry CF (2012)                           |
| Samuel Dumoulin                                            | 20. August 1980    | Frankreich     | Cofidis, le Crédit en Ligne (2012)           |
| Hubert Dupont                                              | 13. November 1980  | Frankreich     | RAGT Semences (2005)                         |
| Julien Duval                                               | 27. Mai 1990       | Frankreich     | Armée de terre (2016)                        |
| Sondre Holst Enger                                         | 17. Dezember 1993  | Norwegen       | IAM Cycling (2016)                           |
| Mathias Frank                                              | 9. Dezember 1986   | Schweiz        | IAM Cycling (2016)                           |
| Ben Gastauer                                               | 14. November 1987  | Luxemburg      | Chambéry CF (2009)                           |
| Cyril Gautier                                              | 26. September 1987 | Frankreich     | Team Europcar (2015)                         |
| Alexandre Geniez                                           | 16. April 1988     | Frankreich     | FDJ (2016)                                   |
| Alexis Gougeard                                            | 5. März 1993       | Frankreich     | USSA Pavilly Barentin (2013)                 |
| Hugo Houle                                                 | 27. September 1990 | Kanada         | SpiderTech-C10 (2012)                        |
| Quentin Jauregui                                           | 22. April 1994     | Frankreich     | Roubaix Lille Métropole (2014)               |
| Pierre Latour                                              | 12. Oktober 1993   | Frankreich     | Chambéry CF (2014)                           |
| Matteo Montaguti                                           | 6. Januar 1984     | Italien        | De Rosa-Stac Plastic (2010)                  |
| Oliver Naesen                                              | 16. September 1990 | Belgien        | IAM Cycling (2016)                           |
| Nans Peters                                                | 12. März 1994      | Frankreich     | Chambéry CF (2016)                           |
| Domenico Pozzovivo                                         | 30. November 1982  | Italien        | Colnago-CSF Inox (2012)                      |
| Christophe Riblon                                          | 17. Januar 1981    | Frankreich     | CC Nogent-sur-Oise (2004)                    |
| Stijn Vandenbergh                                          | 25. April 1984     | Belgien        | Etixx-Quick Step (2016)                      |
| Alexis Vuillermoz                                          | 1. Juni 1988       | Frankreich     | Sojasun (2013)                               |
| Aurélien Doleatto (28. Jul.–31. Dez., Stagiaire)           | 20. März 1997      | Frankreich     |                                              |
| Kevin Geniets (1. Aug.–31. Dez., Stagiaire)                | 9. Januar 1997     | Luxemburg      | Chambéry CF (2017)                           |
| Clément Russo (1. Aug.–31. Dez., Stagiaire)                | 20. Januar 1995    | Frankreich     | Probikeshop Saint-Étienne Loire (2017)       |
| Benoît Cosnefroy (1. Aug.–31. Dez., Stagiaire)             | 17. Oktober 1995   | Frankreich     | Chambéry CF (2016)                           |
|                                                            |                    |                |                                              |
| Quellen: ProCyclingStats Cycling Quotient Cycling Archives |                    |                |                                              |